# Ngữ hệ Na-Dené
Ngữ hệ Na-Dené (cũng được gọi là Nadene, Na-Dene, Athabaska–Eyak–Tlingit, Tlina–Dene) là một ngữ hệ thổ dân châu Mỹ bao gồm nhóm ngôn ngữ Athabaska, tiếng Eyak, và tiếng Tlingit. Một giả thuyết cũ rằng tiếng Haida cũng thuộc về hệ này nay được xem là sai.
Năm 2008, có một đề xuất việc kết hợp hệ Na-Dené (gồm Haida) với hệ Enisei tại Siberia thành hệ Dené–Enisei, đề xuất này nhận được một số học giả đồng thuận. Năm 2014, có ý kiến rằng ngôn ngữ Na-Dené và Enisei có tổ tiên chung là một ngôn ngữ tại Beringia, tức khu vực nằm giữa Bắc Mỹ và châu Á.

## Tên gọi
Edward Sapir là người tạo nên thuật ngữ Na-Dene để chỉ ngữ hệ kết hợp giữa nhóm Athabaska, tiếng Tlingit và tiếng Haida (sự tồn tại của tiếng Eyak chưa được ông biết tới vào thời điểm đó).

## Phân chia
Ngữ hệ Na-Dené gồm hai nhánh, Tlingit và Athabaskan–Eyak:
- Tlingit: 700 người nói (Michael Krauss, 1995)
- Athabaska–Eyak
  - Eyak: người bản ngữ cuối cùng qua đời năm 2008
  - Athabaska
    - Bắc
    - Bờ Thái Bình Dương
    - Nam

Những nhà ngôn ngữ học đồng quan điểm với Edward Sapir cho rằng tiếng Haida cũng thuộc hệ này, và rằng tiếng Haida tạo nên một nhánh riêng của chính nó, Athabaskan–Eyak–Tlingit tạo thành nhánh còn lại. Nhóm Athabaska phân bố rộng rãi nhất, với những người nói cư ngụ tại Alberta, British Columbia, Manitoba, Các Lãnh thổ Tây Bắc, Nunavut, Saskatchewan, Yukon, Alaska, Oregon, bắc California, Tây Nam Hoa Kỳ và xa về phía nam đến tận Bắc Mexico.
Phân nhóm Athabaska Nam bao gồm tiếng Navajo và tất cả các ngôn ngữ Apache. Tiếng Eyak từng được nói tại trung nam Alaska; người nói cuối cùng mất năm 2008. Tiếng Navajo chắc chắn là ngôn ngữ phổ biến nhất hệ, hiện diện ở Arizona, New Mexico, và các vùng khác tại Tây Nam Hoa Kỳ.